# 사천 덕곡리 지석묘군
사천 덕곡리 지석묘군(泗川 德谷里 支石墓群)은 대한민국 경상남도 사천시 용현면 덕곡리에 있는 고인돌 군이다. 1979년 12월 31일 경상남도의 기념물 제49호 덕곡리 지석묘군으로 지정되었다가, 2018년 12월 20일 현재의 명칭으로 변경되었다.

## 개요
지석묘는 청동기시대의 대표적인 무덤으로 고인돌이라고도 부르며, 주로 경제력이 있거나 정치권력을 가진 지배층의 무덤으로 알려져 있다.
우리나라의 고인돌은 4개의 받침돌을 세워 돌방을 만들고 그 위에 거대하고 평평한 덮개돌을 올려놓은 탁자식과, 땅 속에 돌방을 만들고 작은 받침돌을 세운 뒤 그 위에 덮개돌을 올린 바둑판식으로 구분된다.
사천시 덕곡리의 마을 안과 주변 논밭에 모두 15기의 고인돌이 있다. 형태상 모두 바둑판식으로 덮개돌의 크기는 길이 2.2m, 너비 1.4m이며, 받침돌의 크기는 너비 40㎝, 높이 20㎝이다. 땅 속에 마련된 하부구조는 정확히 알 수 없으나 상자 모양의 석관일 것으로 추정된다.
이 고인돌 무리는 인근에 있는 신벽동 고인돌과 함께 사천 지방에 청동기시대부터 사람들이 살았음을 증명해 주는 중요한 자료이다.

## 참고 문헌
- 덕곡리지석묘군 - 국가유산청 국가유산포털